# Sassari-Cagliari 1983
La Sassari-Cagliari 1983, trentunesima edizione della corsa, si svolse il 3 marzo 1983 su un percorso di 216 km. La vittoria fu appannaggio dell'italiano Giuseppe Saronni, che completò il percorso in 4h55'09", precedendo il connazionale Giovanni Mantovani e l'olandese Frits Pirard.

## Ordine d'arrivo (Top 10)
| Pos. | Corridore           | Squadra                  | Tempo    |
| ---- | ------------------- | ------------------------ | -------- |
| 1    | Giuseppe Saronni    | Del Tongo-Colnago        | 4h55'09" |
| 2    | Giovanni Mantovani  | Gis Gelati-Campagnolo    | s.t.     |
| 3    | Frits Pirard        | Metauro Mobili-Pinarello | s.t.     |
| 4    | Guido Bontempi      | Inoxpran-Lumenflon       | s.t.     |
| 5    | Daniele Caroli      | Termolan-Galli-CIÖCC     | s.t.     |
| 6    | Dario Mariuzzo      | Sammontana-Campagnolo    | s.t.     |
| 7    | Claudio Torelli     | Sammontana-Campagnolo    | s.t.     |
| 8    | Giuseppe Martinelli | Alfa Lum-Olmo            | s.t.     |
| 9    | Valerio Piva        | Bianchi-Piaggio          | s.t.     |
| 10   | Giancarlo Casiraghi | Atala-Campagnolo         | s.t.     |